# Novy-Chevrières
Novy-Chevrières är en kommun i departementet Ardennes i regionen Grand Est (tidigare regionen Champagne-Ardenne) i nordöstra Frankrike. Kommunen ligger  i kantonen Rethel som ligger i arrondissementet Rethel. År 2022 hade Novy-Chevrières 744 invånare.

## Befolkningsutveckling
Antalet invånare i kommunen Novy-Chevrières
Referens: INSEE